# Nomada ladakhiensis
Nomada ladakhiensis är en biart som beskrevs av Schwarz 1990. Nomada ladakhiensis ingår i släktet gökbin, och familjen långtungebin. Inga underarter finns listade i Catalogue of Life.